# Salvador Pendón
Salvador Pendón Muñoz (El Borge, 1954) es un maestro, escritor y político español del Partido Socialista Obrero Español, alcalde de Ardales y presidente de la Diputación Provincial de Málaga

## Biografía
Ocupó la alcaldía del Ayuntamiento de Ardales tras vencer en las elecciones municipales de España de 1987 y revalidó su cargo en 1991, 1995, 1999 y 2003, sumando 20 años como alcalde. Desde 1995 a 2003 fue diputado provincial de la Diputación de Málaga, de la que entre 2003 y 2011 fue presidente, cargos que compaginó con su labor como alcalde hasta 2007 cuando ganó por mayoría simple pero no pudo gobernar debido al apoyo de Falange Auténtica a la candidatura a la alcaldía de Izquierda Unida.
Entre 2003 y 2007 fue presidente de la Comisión de Diputaciones de la Federación Española de Municipios y Provincias y presidente del Patronato de Turismo Costa del Sol entre 2008 y 2011.
En 2011 se retiró del ejercicio activo  de la política y volvió a su puesto de maestro en el Colegio de Ardales.
Además de haber sido premiado en varias ocasiones en concursos de letras de flamenco -en 2023 obtuvo el primer premio de la XXXVII edición del concurso internacional de letras flamencas de Baracaldo, convocado por la asociación Hijos de Almáchar y que es el más prestigioso entre los de su género- y de verdiales, ha publicado artículos de asunto político en la prensa, así como otros en revistas y publicaciones especializadas en flamenco y folclore. Es autor de Paco de Maroto, raza de fiestero, biografía del más importante fiestero de verdiales; de Blanco sobre negro, crónica del flamenco en Málaga durante la primera década del siglo XXI; de La palabra es mi camino, en el que conjuga versos para el cante con la opinión crítica sobre diversas cuestiones del flamenco; de una trilogía compuesta por Si quieres que yo te cante..., estudio sobre la presencia de cancioneros españoles del siglo XIX en el folclore español e hispanoamericano, con especial atención a la malagueña fiesta de verdiales, A quién le contaré yo..., en el que rastrea la presencia de composiciones presentes en los antes mencionados cancioneros en las grabaciones de cantaores flamencos, desde principios del XX a nuestros días, y De la fuente más risueña.., en el que estudia la presencia de coplas de esos cancioneros en las grabaciones de cantaores malagueños del siglo XX;  de Principios, recopilatorio poético en el que se pueden leer desde sonetos a estrofas expresamente escritas para el flamenco; de La casa del lugá, a medio camino entre la autobiografía, el costumbrismo, con especial dedicación a El Borge y a la Axarquía, y la reflexión sobre asuntos tales como la política, la literatura, las actitudes personales; de Que asoma por el oriente... en el que hace un recorrido por sus vivencias en la fiesta de verdiales y reflexiona sobre el sentido ritual de la misma; de Socialista y republicano. Ideas, teoría y práctica, en el que a partir de comentarios, reflexiones y análisis sobre hechos de actualidad de los últimos treinta años muestra el contenido ideológico de su compromiso político; y de Con la gente y en los lugares de Málaga, memorias del período en que presidió la Diputación de Málaga.
Ha escrito el guion, dirigido y participado como intérprete en los espectáculos «Con rima y a compás», coplas nuevas para el flamenco; «Luna de cal y de adelfa», homenaje a García Lorca; y «El canario más sonoro», conmemorando el centenario de la muerte de Juan Breva. 
Ha cultivado con generosidad la faceta de pregonero de eventos festivos de todo tipo en la provincia de Málaga. Hasta septiembre de 2022. Ha puesto voz al comienzo de treinta y dos de tales celebraciones, destacando los pregones de las tres fiestas de inspiración gastronómica más antiguas de entre las varias decenas de ellas declaradas de Singularidad Turística por la Diputación: Fiesta del Ajoblanco de Almáchar (2006), Noche del Vino de Cómpeta (2008) y Fiesta de las Migas de Torrox (2006). Los últimos de este tipo de fiestas han sido los pregones del Día de la Uva Moscatel de Iznate (2019) y el del Festival Embrujo Andalusí de Carratraca (2022).
Con relación a las actividades de promoción y divulgación de la malagueña fiesta de verdiales, pronunció el pregón de la XI edición del Concurso Tradicional de Verdiales de Benagalbón (Rincón de la Victoria, 2004), el de Verdiales de la Asociación Amigos de la Copla (Málaga, 2004), el de la Semana de Verdiales de la Peña Juan Breva (Málaga, 2004 y 2008) y el de la X Fiesta de Verdiales (Los Romanes, 2014). Ha expuesto ponencias sobre diferentes aspectos de los verdiales en el Taller Málaga en el Arte Flamenco, organizado por la Universidad (Málaga, 2005), en el ciclo La Feria de Agosto en Ámbito Cultural, (Málaga, 2008 y 2016), para la Asociación de Antiguos Alumnos de La Goleta (Málaga, 2011), en la inauguración el centro sociocultural de la Bda. del Puente (Álora, 2016), en la XLVIII Semana de Verdiales de la peña Juan Breva, (Málaga, 2016), en el congreso La Fiesta de Verdiales en la actualidad y su proyección de futuro (Benagalbón, 2016) y en la celebración del Día Internacional del Flamenco del ayuntamiento de Mijas (2024). En el programa Málaga por verdiales, de Onda Azul radio cumplió 20 colaboraciones semanales sobre El patrimonio oral compartido entre el flamenco y la fiesta de verdiales (2017).
Actividades de estudio y promoción del flamenco: Los valores culturales del flamenco, lección inaugural del curso 2005/6 en el IES Reyes Católicos (Vélez–Málaga, 2005). El flamenco, valor cultural de Andalucía, lección inaugural del curso 2005/06 en la extensión del Ateneo de Málaga (Fuengirola, 2005). Los Cantes de Málaga, ponencia en el IX Concurso de Cantes de Málaga organizado por la Asociación Hijos de Almáchar (Cornellá, 2006). Málaga en el cante, en el I Reviso Flamenco (Almáchar, 2008). Málaga en el flamenco, siete ponencias en el ciclo organizado por la Federación Provincial de Peñas Flamencas de Málaga (2008, 2010 y 2011) y Los Palos del Flamenco – Soleá, Petenera y Granaína, doce ponencias en el ciclo organizado por la Federación Malagueña de Peñas Flamencas (2011-2015). Los cantes por Malagueña, en el V Curso de Flamenco de la Peña Abadía (Málaga, 2010). El Cojo de Málaga, la reinvención de un creador, en la Peña de Ronda (2012) y Unión Flamenca Alhaurina (2013).  Tomás Pavón, uno de los grandes, en la peña flamenca de San Pedro de Alcántara (2012). Los Palos del Flamenco – Ronda y sus cantes (rondeña y polo), en peña La Serrana (El Burgo, 2014). Las nuevas tecnologías como fuente de conocimiento del flamenco, en el Día Mundial de Internet (Alhaurín de la Torre, 2014). Los cantes de Málaga y Los cantes de compás, en la VII y VIII Jornadas Flamencas de Riogordo (2014 y 2015). La mujer en el flamenco, en la peña flamenca El Castillo (Ardales, 2016). El universo poético del flamenco, en peña flamenca de El Borge, (2016). Glosa de Anilla la de Ronda, en el III Festival Solidario del Comedor Santo Domingo (Málaga, 2016). Necesidad y debilidades de las peñas flamencas, comunicación al V Congreso Internacional de Peñas Flamencas (Torrox, 2016). Ronda en el cante, en Ronda Romántica (2017). El flamenco en Ronda, en el aula de formación Fernando de los Ríos (Ronda, 2022). La voz del flamenco, en la gala de inauguración de la V Bienal de Arte Flamenco de Málaga, en el Teatro Cervantes (Málaga, 3 de marzo de 2017). El flamenco en la SER, ocho programas semanales durante los meses de julio y agosto en la emisora de la SER en Málaga (2017). La poesía del flamenco, en las Jornadas de Estudios Flamencos de la Peña Juan Breva (en el Centro Cultural La Malagueta, 2024).
En el Día de Málaga de 2017 le fue concedida la Medalla de Oro de la provincia; es hijo adoptivo de Alfarnatejo desde 2011; Alborgeño del año en 2004; y Medalla del Ayuntamiento de Alozaina en 2012. El 5 de diciembre de 2021 se inauguró en El Borge la muestra permanente «VOLVER a mi pueblo. Salvador Pendón Muñoz», en la que se exponen los objetos (libros, material audiovisual, pinturas, cuadros, esculturas, placas, recuerdos...) donados al ayuntamiento de la localidad sin carga y con carácter indefinido. 